# Solea ovata
Solea ovata är en fiskart som beskrevs av Richardson, 1846. Solea ovata ingår i släktet Solea och familjen tungefiskar. Inga underarter finns listade i Catalogue of Life.